# Igreja Católica em Luxemburgo
A Igreja Católica em Luxemburgo faz parte da Igreja Católica universal, sob a liderança espiritual do Papa, em Roma.

## História

### Cristianismo primitivo
O cristianismo se espalhou em Luxemburgo a partir da cidade de Tréveris, ao longo das estradas romanas. A organização episcopal da área começou no final do século III com Eucário e Maximino de Tréveris, e no início do século IV, por Materna de Colônia. A cristianização das áreas rurais só veio muito depois. As populações rurais permaneceram estranhas ao cristianismo apesar das ilhas dispersas em Arlon, Bitburg, Altrier e Dalheim. No final do século V, a Igreja foi banida do poder pelos francos recém-chegados, que se dedicavam ao culto de Odin.
Após o batismo do rei franco Clóvis, o povo franco se abriu ao cristianismo em teoria, mas o paganismo subsistiu nas regiões mais remotas e só se extinguiu dois séculos depois.
Sob o domínio dos carolíngios, a reorganização da igreja franca começou, e a evangelização da área de Luxemburgo foi facilitada pelo reconhecimento oficial do cristianismo. Missionários da Aquitânia, Irlanda e Inglaterra ajudaram nisso.
O trabalho desses missionários foi complementado pela fundação de mosteiros nos séculos VII e VIII: Abadia de Maximino em Tréveris (633); Stavelot-Malmedy (650); Andagium (687), a qual tornou-se a abadia de Saint-Hubert, quando os restos mortais de São Humberto, o bispo de Liège e padroeiro de Ardenas, foram transferidos para lá em 824. Por volta de 690, São Leodoíno fundou a abadia de Mettlach, enquanto que em 722, Bertha, irmã de Carlos Martel, fundou a Abadia de Prüm, com a ajuda de monges de Echternach.
Na parte germânica da região, o trabalho de São Vilibrordo foi de primordial importância. Um anglo-saxão originalmente da Nortúmbria, Vilibrordo nasceu por volta de 657 e fez seus votos na abadia beneditina de Ripon. Por volta de 690, ele viajou com vários companheiros para o sul da Frísia. Ele foi nomeado bispo em 695 e estabeleceu sua sé episcopal em Utrecht. Em 698 ele veio para Tréveris. Irmine, a abadessa de Oeren, perto de Tréveris, cedeu-lhe uma porção de terra em Echternach, e posses em Badelingen, Batzen, Osweiler, e um vinhedo em Vianden. Vilibrordo empreendeu novas construções em Echternach e fundou lá uma abadia, dedicada a educar monges de acordo com a ordem beneditina. Foi em Echternach que ele foi enterrado em 739, e mais tarde ele viria a ser visto como um santo nacional.
A abadia de Echternach passou por um desenvolvimento extraordinário, e continuou a gozar de proteção pelos governantes após a morte de seu fundador. Sua influência espiritual e artística tornaria um dos monastérios mais importantes do Ocidente. Passou-se a produzir manuscritos, textos sagrados iluminados, que começaram a ser dispersos a partir do século XVIII. O conteúdo de sua biblioteca foi estimado em 7.000 itens nos tempos do final do Antigo Regime. Os motins feitos pelos revolucionários franceses, levou à fuga dos monges para a Alemanha, e com eles seus tesouros, que mais tarde foram vendidos, e hoje se encontram nas bibliotecas de Nuremberg, Bremen, Tréveris, Darmstadt, Hamburgo, El Escorial e Paris.

### Século XIII: reinado de Ermesenda
No reinado da Condessa Ermesenda, no século XIII, vários estabelecimentos religiosos foram fundados em Luxemburgo, como o convento de Marienthal, próximo a Mersch, um convento dos penitentes sobre o planalto de Saint-Esprit, um mosteiro cisterciense em Bonnevoie, os cônegos regulares em Houffalize, um hospital dos trinitários em Bastogne, e um convento em Clairefontaine-lez-Arlon.

### Séculos XVI e XVII: os Países Baixos Espanhóis
Os jesuítas estavam presentes em Luxemburgo desde de 1594, e devido ao seu trabalho, o território foi pouco afetado pela Reforma Protestante. Eles promoveram a veneração da Virgem Maria, como "Nossa Senhora de Luxemburgo" e "Consoladora dos Aflitos" (Consolix Afflictorum), nos tempos da peste negra e de guerras. Ela foi escolhida como a padroeira da cidade (1666) e do ducado de Luxemburgo (1678). Esta devoção continua até hoje na forma de uma peregrinação nacional, a celebração da Oitava, celebrada todos os anos durante duas semanas no período após a Páscoa.
O Conselho Provincial (Conseil provincial) exercia funções na função eclesiástica. Luxemburgo tinha a peculiaridade de que os bispos, as autoridades eclesiásticas, residiam fora do território. Seus atos não poderiam obter a força da lei sem a aprovação do Conselho, sob a forma de "placet". O Conselho frequentemente fazia uso disso para manter o controle da Reforma Católica, e para forçar os bispos estrangeiros a reconhecerem sua autoridade. Inicialmente, o Conselho era necessário para os atos papais e episcopais, mas eventualmente era necessário para qualquer ato jurídico feito por um clérigo. Em certas áreas, o Conselho exerceu um direito de censura sobre a igreja, como nas áreas de visitas dos bispos ou seus representantes, bulas papais e episcopais e cartas pastorais, observações de feriados religiosos e nomeações para paróquias. Durante os conflitos com Tréveris, a resistência do Conselho impediu o arcebispo do local de cobrar impostos do clero luxemburguês.
A partir do século XIV, o governante de Luxemburgo tinha de consultar a nobreza, o clero e a burguesia, especialmente quando pedia dinheiro: isto acabou por evoluir para os Estados provinciais de Luxemburgo. O clero secular e os mosteiros menores não eram representados.
Luxemburgo estava nessa época dividido entre seis dioceses, duas das quais ocupavam a parte do ducado: a Arquidiocese de Tréveris e a Diocese de Liège; as outras eram as dioceses de Metz, Verdun, Reims e Colônia.
O clero secular, nessa época, vivia uma vida geralmente não virtuosa, vivia na pobreza e tinha baixo nível educacional. Quanto ao clero regular, houve uma profunda decadência que afetou os antigos mosteiros, como o de Echternach (cuidado pelos beneditinos), Saint-Hubert (beneditinos), Orval (cistercienses), Altmünster (beneditinos), bem como estabelecimentos mais novos. Como no restante dos Países Baixos dos Habsburgo, a situação da Igreja Católica em Luxemburgo era precária: o número de clérigos que bebiam ou tinham relacionamentos era alto, e os paroquianos eram frequentemente deixados a si mesmos, sem instrução religiosa regular, e acabavam se voltando às superstições. O número de julgamentos de feitiçaria, que eram feitos pelo Estado, nos séculos XVI e XVII foi correspondentemente alto.

### Século XVIII: Monarquia de Habsburgo
No século XVIII o clero em Luxemburgo não podia tomar uma decisão substancial sem o consentimento do Estado. A prática do placet permitiu ao governo exercer uma medida de controle sobre os atos eclesiásticos. Nenhuma ordem ou carta pastoral, seja do papa ou do bispo, poderia ser publicada no ducado sem o consentimento do Conselho de Luxemburgo. Nomeações para uma paróquia ou benefício não poderiam prosseguir sem o consentimento das autoridades civis.
A situação do clero secular, particularmente nas áreas rurais, não era saudável. Os mais favorecidos entre eles foram educados nas faculdades de teologia de Lovaina, Tréveris, ou Colônia; os outros recebiam instrução de um pároco, que lhes ensinaria alguns elementos de latim, filosofia e teologia. A posição social dos sacerdotes variaria muito de acordo com sua situação financeira.
Os recursos do clero derivavam dos dízimos, receitas de taxas de batismos, casamentos e enterros, e receitas do "bouvrot", terra que os clérigos rurais exploravam como agricultores de colheitas ou gado.
Muitos deles exerceram a função de "curé-notaire", elaborando contratos de casamento e testamentos para seus paroquianos. Esta função, definida em 1586 por Filipe II, esteve particularmente presente no Ducado de Luxemburgo, que era prejudicado pelas grandes distâncias e pela pobre rede urbana. Aqueles clérigos sem paróquia foram forçados a se contentar com as receitas de trabalhar como vigários paroquiais, sacristãos ou como professores. Estes clérigos, mal instruídos e vivendo modestamente, eram um reflexo da sociedade luxemburguesa rural, pobre e supersticiosa, da qual muitos deles se originaram.
O clero regular desfrutava de um nível de prestígio maior que o clero secular. Concentravam-se nas abadias de Echternach, Munster, Saint-Hubert e Orval. As abadias eram grandes propriedades no século XVIII e construíam suas próprias fundições; os abades, ao lado de seu papel espiritual, também desempenhavam um papel político e industrial. Nicolas Spirlet (1715-1794), o último abade de Saint-Hubert, especializou-se na produção de canhões que foram exportados para a Revolução Americana.
Após as reformas do Imperador José II, as ordens contemplativas foram suprimidas, enquanto os grandes mosteiros desapareceram na Revolução Francesa. Orval foi o único que mais tarde seria refundado – em 1927.
Antes da Revolução Francesa, a parte sul do território da atual Arquidiocese de Luxemburgo pertencia à Diocese de Tréveris e a parte norte à Diocese de Liège.

### Século XIX — presente
Após o Congresso de Viena, em 1815, que elevou Luxemburgo ao grau de Grão-Ducado em união pessoal com a coroa da Holanda, o Papa Pio VII anexou o território à Diocese de Namur.
Em 25 de dezembro de 1833 a área foi confiada a um sacerdote, atuando como prefeito apostólico, e, posteriormente, se tornou seu primeiro vigário apostólico, em 2 de junho de 1840. O território tornou-se um vicariato apostólico, uma jurisdição normalmente chefiada por um bispo titular. Tornou-se uma diocese de pleno direito em 27 de dezembro de 1870, sem ser incorporada a nenhuma província eclesiástica.
Após as dissoluções da Revolução Francesa, novas ordens monásticas e congregações foram fundadas no século XIX e início do século XX. Algumas destas obras ainda envolvem trabalho social e educacional até hoje, assim como sendo ativos na esfera pastoral e contemplativa: irmãs da Ordem de Santa Isabel, irmãs de São Francisco da Divina Misericórdia, irmãs da doutrina cristã, irmãs do Menino Jesus, Leigos Carmelitas, Beneditinas da Adoração Perpétua da Igreja do Santíssimo Sacramento; Redentoristas, Frades de Caridade, Sacerdotes do Sagrado Coração, Beneditinos em Clervaux, etc.
Durante a Segunda Guerra Mundial, quando Luxemburgo foi ocupado pela Alemanha nazista, a Igreja Católica reagiu negativamente, ainda que não tendo tido voz para combatê-lo Por um lado, o bispo, Joseph Laurent Philippe, estava acamado devido à doença e, portanto, não estava em condições de fornecer oposição ativa. Por outro lado, o bispo não quis contrariar ainda mais os ocupantes e pôr em perigo a já frágil vida religiosa da Igreja, que foi fortemente restringida durante a guerra. O bispo Philippe, no entanto, recusou-se a encontrar-se com a liderança nazista, e fez os preparativos para o caso de seu cargo ficar vacante.
A Igreja viu sua própria existência ameaçada quando foi expulsa da vida pública pelas políticas antirreligiosas dos nazistas: eventos religiosos públicos como a celebração da Oitava ou a procissão dançante foram proibidos, organizações cristãs foram dissolvidas, a educação religiosa nas escolas foi abolida e foram banidas as ordens religiosas. Ao mesmo tempo, a administração da diocese permaneceu como uma das poucas instituições luxemburguesas intactas durante a guerra, embora isso estivesse em xeque por um tempo, já que uma deportação do bispo chegou a ser considerada pelas autoridades de ocupação.
A Igreja Católica de Luxemburgo tentou adaptar-se às exigências modernas através do 4º Sínodo diocesano de Luxemburgo (1972-1981), na sequência do Concílio Vaticano II (1962-1965). A Igreja queria estabelecer um nível de diálogo e abertura para a cultura moderna e o mundo. O estabelecimento do Conselho de Igrejas Cristãs em 1997 indicou uma certa ênfase no ecumenismo entre igrejas cristãs.
Em 23 de abril de 1988, o território do país foi elevado à categoria de arquidiocese, imediatamente sujeito à Santa Sé.

## Estatísticas
Ao final de 2010, a Arquidiocese de Luxemburgo, que cobre todo o território do país, estimava sua participação em 396.500, de uma população total de 502.000, e informou que possuía 275 paróquias, 151 padres diocesanos, 56 sacerdotes de ordens religiosas, 6 diáconos permanentes , 70 irmãos religiosos e 566 irmãs religiosas. No entanto, o número de católicos que realmente participam da missa está em declínio, como refletido por junções de paróquias e desconsagrações de igrejas.
O Estado e a Igreja Católica de Luxemburgo têm uma relação em que reconhecem a autonomia mútua, embora continuem a participar em diferentes formas de cooperação. Esta cooperação rege-se pela Constituição luxemburguesa e por várias leis e convenções. Há um certo grau de colaboração nos setores sócio-caritativo e educacional entre os dois lados: a Igreja oferece educação religiosa nas escolas públicas, as escolas privadas são parcialmente financiadas pelo Estado. O estado também paga os salários dos ministros das principais igrejas cristãs, bem como da comunidade judaica.
Atualmente está em discussão o desenlace da Igreja em Luxemburgo, pelo qual o Estado deixaria de ter a responsabilidade financeira pelos salários dos sacerdotes.

## Nunciatura Apostólica
As relações diplomáticas entre a Santa Sé e Luxemburgo remontam a 1891. A nunciatura apostólica de Luxemburgo foi estabelecida em 24 de outubro de 1955 com o breve apostólico Quo firmior, do Papa Pio XII. O atual núncio é Augustine Kasujja, desde 7 de dezembro de 2016.